# Escudo de Oslo
El Escudo de Oslo (Noruega) es en realidad una versión moderna de un antiguo sello medieval de la ciudad, originario de ca. 1300. El motivo del sello se basa en la leyenda de San Hallvard, el santo patrono de Oslo, y representa al santo ataviado con túnica roja, capa y yelmo sentado sobre un trono de leones y en las manos sus atributos: una rueda de molino y flechas. A su pies, acostada una mujer desnuda. De fondo, un cielo azul con cuatro estrellas doradas.
En el borde del sello, una inscripción en latín que reza: OSLO UNANIMITER ET CONSTANTER (Oslo, Unánime y Constante). Rematando el escudo, una corona mural de cinco almenas.

## Historia
El escudo es de los más antiguos de Noruega, y su historia se remonta a ca. 1300. Ese primer sello de la ciudad se asemejaba, grosso modo, al actual. Con la introducción de la reforma protestante en suelo noruego, se continuó utilizando el sello de San Hallvard, pero con modificaciones. Al tratarse de una veneración católica, la de San Hallvard perdió importancia y en los sellos posteriores a la reforma, en lugar del santo se representó una figura femenina. La imagen de San Hallvard con la mujer se recuperó a finales del siglo XIX, al mismo tiempo que se colocó la corona mural, inexistente hasta entonces. 
El escudo actual es una versión de 1924, diseñada por Børre Ulrichsen, e iluminada por Carsten Lien.